# Caseova úžina
Caseova úžina se nachází v jižní části Pugetova zálivu v americkém státě Washington a odděluje od sebe Klíčový poloostrov na východě a Hartstenův ostrov na západě. Její severní konec, zvaný Severní záliv, se nachází téměř u břehů Hoodova kanálu, čímž vytváří pevninskou šíji, ze které vybíhá Kitsapův poloostrov. Úžina slouží také jako hranice mezi okresy Pierce a Mason. Jižní konec úžiny je spojený s Nisquallyjským průlivem, který je částí jižní pánve Pugetova zálivu. Herronův ostrov se nachází v úžině.
Své jméno úžina dostala od Charlese Wilkese, který vedl Wilkesovu expedici, na počest Augusta L. Case, jednoho z důstojníků expedice. Po padesát let na přelomu 19. a 20. století zde fungoval systém trajektů.